# والت دیزنی سی‌آی‌اس
والت دیزنی سی‌آی‌اس (انگلیسی: The Walt Disney CIS) شرکت سرگرمی روس است، که در سال ۲۰۰۶ توسط شرکت والت دیزنی تأسیس شد.